# 朱良桥乡
朱良桥乡为中国湖南省宁乡县下辖乡，由原莲花山乡和原朱良桥乡于1995年合并设立。地理上，朱良桥为宁乡县东北边缘乡镇，沩水下游西北岸，处望城、益阳赫山三县区交汇处，东南与双江口镇接壤，东北连望城乔口镇与格塘镇，西北与益阳赫山欧江岔镇毗邻。辖域面积82.75平方公里，总人口3.3万人（2000年人口普查31,786人）。朱良桥乡下辖10个行政村，行政驻地罗巷新村（罗巷集镇）。2015年，朱良桥镇并入双江口镇。

## 区划
10个行政村：罗巷新村、新颜村、槎梓桥村、左家山村、朱良桥村、南塘村、檀桂村、 兴桂村、云济村与莲花山村